# Парусніков Михайло Павлович
Парусніков Михайло Павлович (1893-1968) — радянський архітектор, дійсний член Академії Архітектури СРСР (1950), академік АН БРСР (1950; член-кореспондент з 1947). Педагог, професор (з 1948). Лауреат Державної премії Білоруської РСР (1968).

## Біографія
З 1913 по 1918 року навчався в МУЖВЗ (його батько був настоятелем сусіднього храму), потім до 1924 року у Вхутемасі. Учень Станіслава Ноаковського й Івана Жолтовського.
З 1924 працював у архітектурно-проектних організаціях Москви й одночасно викладав (1934-1941 роках, з 1948 року — професор) в МАРХИ.

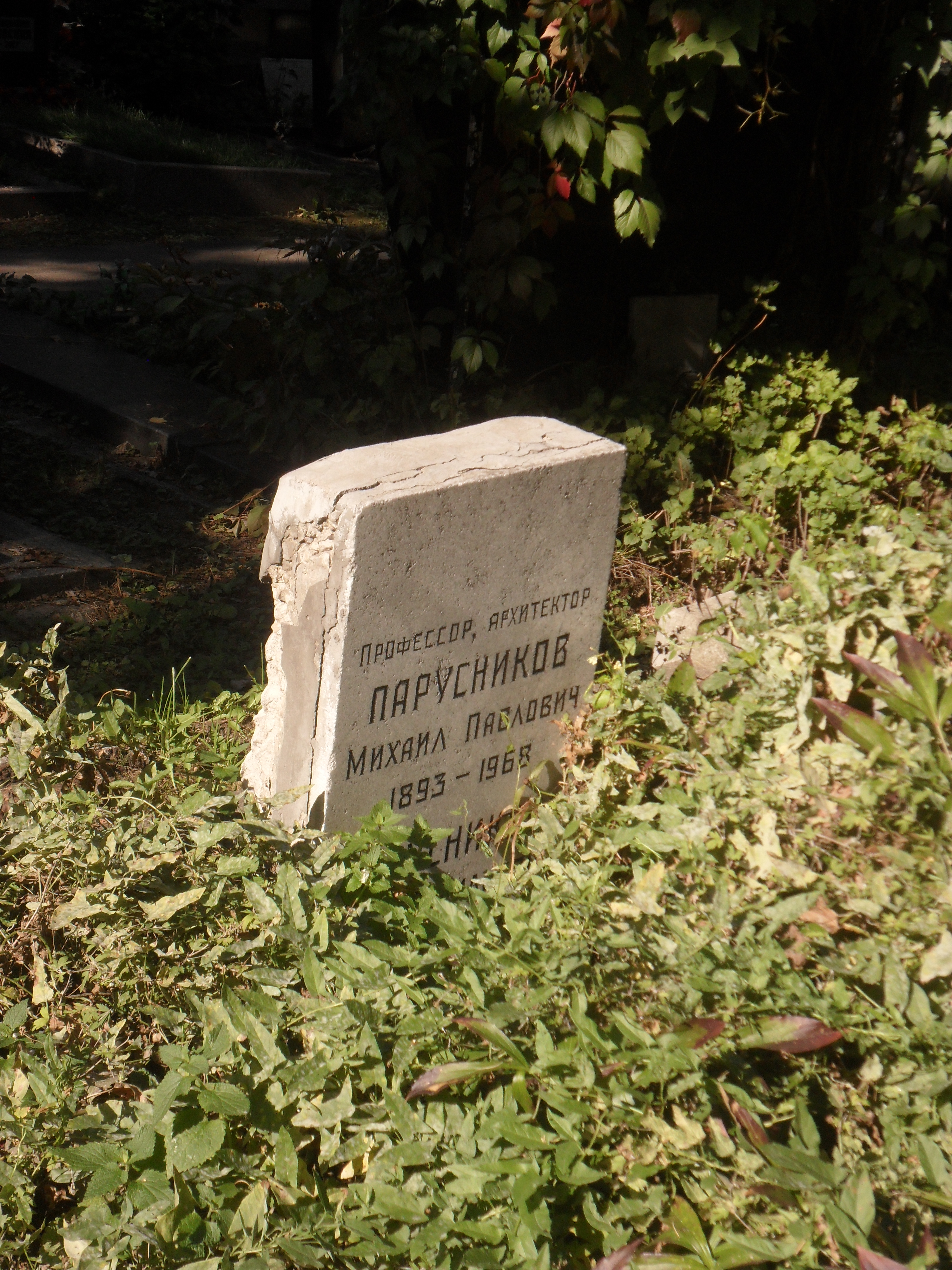
Могила Паруснікова на Новодівичому кладовищі

«Парусніков викладав у моїй групі. <...> на початку тридцятих років один із перших відрікся від конструктивізму. І ретирувався у табір противників руху — „школу Жолтовського“, „ретрограда“, як називали його конструктивісти. Пізніше був відомий як головний архітектор штаб-квартири КДБ (рос. КГБ) у Мінську, за що був нагороджений Сталінською премією.»
У 1941-1944 роках — старший науковий співробітник Академії архітектури СРСР, у 1944-1948 — керівник архітектурно-проектних майстерень Комітету в справах архітектури СРСР.
Розробив проекти житлових та громадських споруд багатьох міст СРСР, основні принципи і прийоми планування і забудови сільських населених пунктів нового зразка.
Надруковано ряд наукових праць з теорії й історії архітектури, зокрема:
- «О принципах комплексного серийного проектирования жилых домов» (Архитектура СССР. 1953. № 12)
- «Об опыте проектирования серии типовых домов средней этажности» (Архитектура СССР. 1955. № 2).

Похований у Москві на Новодівичому кладовищі.

## Проекти
- Автор проекту планування і забудови Астрахані (1930).
- Павільйон машинобудування і аудиторія на Всеросійської сільськогосподарської і кустарно-промисловій виставці в Москві (1923)
- Житлові будинки на проспекті Миру в Москві (1936).
- «Будинок з аркою» в Ярославлі, у тому числі будинок на Червоній площі (1936).
- Один з авторів забудови Мінська після Німецько-радянської війни:
  - Адміністративна будівля — КДБ Білорусі (весна 1945-1947), перший дім на головній вулиці міста,
  - Держбанк БРСР (1950),
  - Брав участь у розробці проекту планування і забудови центру та першої черги Ленінського проспекту (тепер проспект Незалежності) і Жовтневої площі.
  - Ансамбль Ленінського проспекту (з групою співавторів; прокладений і забудований у 1940-1960-х років).
  - Житлові будинки та міст через р. Свіслоч,
  - Спортивний комплекс «Динамо» (1946-1954 рр., у співавторстві).

## Нагороди і премії
- орден Леніна,
- орден Трудового Червоного Прапора
- медалі СРСР
- Державна премія БРСР.